# Le Guetteur (film)
Pour le roman de Vladimir Nabokov de 1930, voir Le Guetteur.
Pour plus de détails, voir Fiche technique et Distribution.
Le Guetteur est un film réalisé par Michele Placido, avec Mathieu Kassovitz et Daniel Auteuil, coproduit par les sociétés Babe Films et Rain Entertainment à hauteur de 15 millions d'euros et distribué par Studio Canal. Il est sorti le 5 septembre 2012.

## Synopsis
Le commissaire Mattei est sur le point d'arrêter un notoire gang de braqueurs de banques à Paris, lorsqu'un tireur de précision, en couverture sur les toits, décime à lui seul son équipe et permet à ses complices de s'enfuir. Heureusement, l'un d'eux est grièvement blessé, et la suite de leur plan est compromise. Tandis que Mattei organise une gigantesque chasse à l'homme, le gang entame une véritable descente aux enfers.

## Fiche technique
- Réalisation : Michele Placido
- Scénario : Denis Brusseaux et Cédric Melon
- Production : Fabio Conversi
- Photographie : Arnaldo Catinari
- Son : Niels Barletta
- Musique : Nicolas Errèra et Evgueni Galperine
- Costumes : Isabelle Pannetier et Virginie Montel
- Sociétés de production : Babe Film en association avec Cinémage 6 et Ran Entertainment
- Distribution : Studiocanal
- Budget : 14 990 000 euros[1]
- Box-office : 233 069 entrées.

Il a été classé parmi les dix films français les moins rentables de 2012. Le tournage de ce film a nécessité 45 jours.

## Distribution
- Daniel Auteuil : Commissaire Mattei
- Mathieu Kassovitz : Vincent Kaminski
- Olivier Gourmet : Franck
- Francis Renaud : Eric
- Nicolas Briançon : Meyer
- Jérôme Pouly : David
- Violante Placido : Anna
- Luca Argentero : Nico
- Arly Jover : Kathy
- Christian Hecq : Gerfaut
- Sébastien Lagniez : Ryan
- Michele Placido : Giovanni
- Hocine Choutri : Gitan Arnaud
- Pascal Bongard : Mitch
- Géraldine Martineau : Sonia
- Flavien Tassart : Marco Frazetti
- Cédric Melon : Policier moto
- Pierre Douglas : Théo
- Sébastien Lagniez : Ryan, le chauffeur du braquage
- Yves Girard : Videur Mitch
- Affif Ben Badra : Karim
- Tewfik Essafi : Gitan Angelo
- Amandine Noworyta : Jeune fille
- Joël Saint Just : Policier palais
- Vinye : Policière braquage
- Stéphane Cohen, Vincent Aguesse et Armel Cessa : Snipers RAID
- Shirley Baltimore : Fille chez Mitch
- Angélique Baudrin : Carolina
- Alex Martin : Taulard
- Sebastien Soudais
- Fanny Ardant : La femme de Giovanni (non créditée)

## Réception critique
La réception de ce film a été plutôt mitigée, autant du côté des critiques que du grand public. Le film obtient une moyenne de 2,0 sur 5 étoiles (sur 17 titres de presse) pour la critique professionnelle, et obtient une note de 5,6/10 pour le grand public.